# Jan Henkels
Jan Henkels of Jan Heukels (geboren in 1722, overleden in 1788 in Amsterdam) was een Nederlandse horlogemaker die in Amsterdam woonde en een winkel had in de Vijzelstraat, de Heiligeweg en later op het Singel.
Henkels was actief van 1742 tot 1778.
Er duiken nog steeds veel van zijn klokken op bij een veiling, en men vermoedt dat hij productief was.
Bijzondere kenmerken zijn dat zijn klokken vaak figuren hebben die kunnen bewegen, zoals bijvoorbeeld de wieken van een windmolen en een visser die vist of een aantal muzikanten die spelen op hun instrumenten.